# An Định Công chúa
An Định Công chúa (chữ Hán: 安定公主), tước hiệu Thiên Kim Công chúa, là một Hoàng nữ nhà Đường, con gái của Đường Cao Tổ Lý Uyên, sau đó lại trở thành Trưởng Công chúa, con gái nuôi của Võ Tắc Thiên.

## Tiểu sử
Cuộc đời của Thiên Kim Công chúa không được chú trọng ghi lại. Chỉ biết bà là một cô con gái của Đường Cao Tổ Lý Uyên, do đó về vai vế thì bà là cô của Đường Cao Tông Lý Trị - cha của Thái Bình Công chúa. Nhưng dưới thời Võ Tắc Thiên, Thiên Kim Công chúa được yêu thích như một cô con gái của Võ hậu.
Sủng nam nổi tiếng Tiết Hoài Nghĩa, chính là do Thiên Kim Công chúa tiến cử. Vốn Tiết Hoài Nghĩa là một Thị nhi (侍儿) của bà, sau vì Hoài Nghĩa có thân cường tráng, Thiên Kim Công chúa nhập cung và giới thiệu cho Võ hậu, từ ấy Hoài Nghĩa là tình nhân của Võ hậu. Khi Võ hậu muốn xưng Đế, Thiên Kim Công chúa liền thỉnh xin đổi sang họ Võ, do vậy được ban ấp phong thành Diên An Đại Trưởng Công chúa (延安大長公主). Không lâu sau lại cải thành An Định Công chúa (安定公主).
Bà kết hôn hai lần, lần đầu là Ôn Đĩnh (溫挺), sau tái giá Trịnh Kính Huyền (鄭敬玄). Cuộc hôn nhân thứ 2 cho bà một người con trai, Trịnh Khắc Nghệ (鄭剋乂), người về sau cưới con gái của Ngụy vương Võ Thừa Tự - cũng là cháu trai lớn của Võ hậu.